# Jean-Baptiste Joseph d'Hane de Steenhuyse
Jonkheer Jean-Baptiste Joseph d'Hane de Steenhuyse (Gent 6 februari 1797 - 30 november 1858) was Belgisch volksvertegenwoordiger en senator.

## Familie
Jonkheer Jean-Baptiste Joseph Charles Marie d'Hane de Steenhuyse behoorde tot een familie die in 1641 'voor zoveel als nodig' adelserkenning verkreeg en in 1768 door keizerin Maria Theresia begiftigd werd met de titel van graaf.
Zijn vader was graaf Jean-Baptiste d'Hane de Steenhuyse (Gent 1757-1826), laatste heer van het prinsdom Steenhuyse en zijn moeder was Marie-Madeleine Rodriguez d'Evora y Vega (Gent  1760 - Leeuwergem 1842). Zij werd bekend als de schenkster van Onze-Lieve-Vrouw van Vlaanderen in Gent. Het echtpaar kreeg zes kinderen, van wie alleen Charles nakomelingen had.
Jean-Baptiste Joseph trouwde in 1823 met Adelaïde de Potter (Gent 1803 - Nice 1844), een dochter van Edouard de Potter (1769-1846), heer van Indoye. Het huwelijk bleef kinderloos.

## Levensloop
D'Hane studeerde rechten aan de universiteit van Luik en behaalde er in 1819 zijn diploma met een dissertatie over de juryrechtspraak. 
Net als zijn vader en zijn broers werd hij opgenomen in de ridderschap van Oost-Vlaanderen onder het Verenigd koninkrijk der Nederlanden. Hij werd lid van de provinciale staten voor Oost-Vlaanderen (1824-1830) en van de opvolger 'Comité de Conservation' (1830-1836).
Hij werd verder, na de Belgische onafhankelijkheid, orangistisch gemeenteraadslid van Gent (1830-1836) en beheerder-inspecteur van de Universiteit van Gent (1835-1848). Hij werd eveneens burgemeester van Elene. In 1849 liet hij in Leeuwergem het klooster van Leeuwergem inrichten.
Net als zijn broer Charles behoorde hij tijdens de eerste jaren van zijn politieke loopbaan tot de liberale familie maar sloot later aan bij de katholieken. Het is onder de katholieke vlag dat hij volksvertegenwoordiger werd (1833-1835) en senator (1837-1858).

## Sociaal katholicisme
D'Hane nam actief deel aan de pogingen van professor François Huet (1814-1869) om een sociaal katholicisme uit te bouwen. Samen publiceerden ze gedurende een paar jaar het driemaandelijks tijdschrift Nouvelles archives historiques, philosophiques et littéraires. 